# Liste de points extrêmes du Pakistan
Cet article liste les points extrêmes du Pakistan.

## Latitude et longitude
- Point le plus au nord : Gilgit–Baltistan[1] 37° 05′ 01″ N, 74° 41′ 26″ E
- Point le plus au sud : Sind 23° 42′ 59″ N, 68° 09′ 49″ E
- Point le plus à l'est : Gilgit–Baltistan[1] 35° 26′ 50″ N, 77° 53′ 35″ E
- Point le plus à l'ouest : Balochistan 29° 51′ 31″ N, 60° 52′ 29″ E

## Altitude

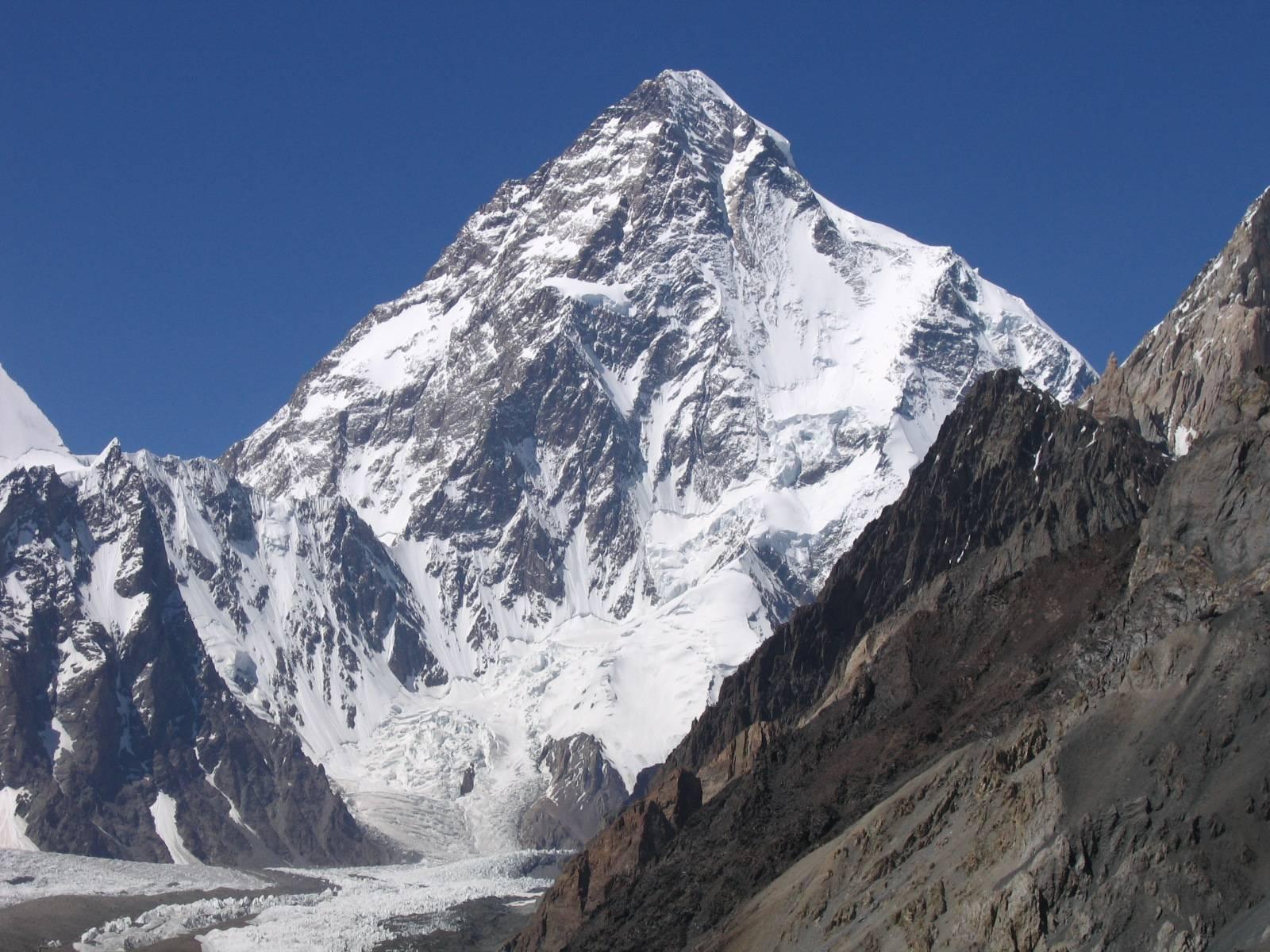
Le K2 à la frontière entre le Pakistan et la Chine, est le 2ème sommet du monde

- Point culminant : K2[2] 8 611 m 35° 52′ 57″ N, 76° 30′ 48″ E
- Point le plus bas : Sir Creek (en) 0 m  23° 41′ 42″ N, 68° 08′ 56″ E